# Пик (Гонконг)
Пик (The Peak, Шаньдин) — гонконгский район, входящий в состав округа Сентрал-энд-Вестерн. Расположен в центральной части левой половины острова Гонконг. Назван в честь пика Виктория (Тайпиншань), который возвышается в северо-западной части района. Пик Виктория является одной из главных достопримечательностей Гонконга, которую ежегодно посещают около 7 млн человек.
Со времён британского правления Пик является одним из самых престижных и дорогих районов Гонконга.  

## История
Уже с середины XIX века богатые европейцы стали селиться на склонах пика Виктория, привлечённые панорамным видом и относительно умеренным климатом. Губернатор Гонконга Ричард Макдоннелл в 1868 году построил здесь свою летнюю резиденцию, что ещё более способствовало популяризации Пика среди гонконгской аристократии и купцов. Изначально жителей Пика к их домам доставляли на паланкинах слуги, но в 1888 году состоялось открытие фуникулёра, известного как «Трамвай Пика».
После открытия фуникулёра доступность Пика возросла, что вызвало большой спрос на недвижимость в этой районе. В связи с этим в 1904 году британские власти ввели запрет (Peak District Reservation Ordinance) на проживание на Пике лиц китайской национальности, зарезервировав район за представителями гонконгской элиты европейского и индийского происхождения (запрет действовал до 1930 года). Ограничения касались также пользования фуникулёром. Сегодня Пик продолжает оставаться престижным жилым районом с высокими ценами на жилую недвижимость (здесь расположены виллы и особняки многих гонконгских миллиардеров, в том числе Ли Кашина и Ли Шауки).
Многие из прежде знаменитых зданий не сохранились, например, протестантская церковь Пика (построена в 1883 году, разрушена во время Второй мировой войны) или отель Пик (открылся в 1888 году, сгорел в 1938 году).

## География
На севере Пик граничит с районом Мид-левелс, на северо-востоке — с районом Хэппи-Вэлли, на востоке — с районом Тайтам, на западе и юго-западе — с районом Покфулам, на юге — с районом Абердин. В районе Пик расположены сад Виктория-пик (бывший сад губернаторской резиденции), игровые площадки Маунт-Остин-роуд и Ваньчай-гэп-роуд, часть территории парков Покфулам-кантри и Абердин-кантри, многочисленные частные сады дорогих особняков. Вокруг горы обитают чёрный коршун и редкие виды бабочек.

## Экономика
Основой экономики района Пик является туризм (многочисленных иностранных и китайских туристов привлекает смотровая площадка, с которой открывается красивый вид на центральную часть Гонконга, бухту Виктория и соседние острова). Также на горе расположены радио и телекоммуникационные вышки, а вокруг — общественные парки и кварталы фешенебельных особняков.
Недалеко от вершины пика Виктория, у верхнего окончания фуникулёра, расположен торгово-развлекательный комплекс Пик-тауэр, принадлежащий, как и фуникулёр, компании Hongkong and Shanghai Hotels. Восьмиэтажный комплекс, построенный в 1997 году, объединяет конечную станцию фуникулёра, магазины сувениров, рестораны, музей мадам Тюссо и смотровую площадку. Рядом расположены торговый центр The Peak Galleria, принадлежащий компании Hang Lung Group, и автобусный терминал.
В некоторых старинных особняках расположены отели или рестораны, например, очень популярный The Peak Lookout (бывшее Peak Café). Вокруг пика Виктория проложено несколько туристических маршрутов, один из самых популярных пролегает по пешеходной Лугард-роуд.

## Транспорт
Наиболее популярным видом транспорта остаётся фуникулёр, доставляющий туристов и местных жителей из Центрального района через Мид-левелс к пику Виктория (он принадлежит и управляется группой Hongkong and Shanghai Hotels). Главной транспортной артерией района является улица Пик-роуд. Через район пролегает сеть автобусных маршрутов (в том числе и микроавтобусов).

## Культура и образование
В районе базируются престижная школа Пик, основанная в 1911 году, Германско-швейцарская международная школа, основанная в 1969 году, Музей полиции Гонконга, открытый в бывшем полицейском участке в 1988 году, Музей мадам Тюссо, открытый в 2000 году в комплексе Пик-тауэр.

## Здравоохранение
В районе расположена частная Международная больница Матильда, открывшаяся в 1907 году.